# ستورلوس
ستورلوس (به لهستانی:  Storlus) یک روستا در لهستان است که در گمینا پاپووو بیسکوپیه واقع شده‌است. ستورلوس ۲۹۲ نفر جمعیت دارد.